# Jacques Songo'o
Jacques Songo'o, född 17 mars 1964 i Sackbayene, är en kameruansk före detta fotbollsspelare. Songo'o representerade Kamerun vid VM 1990, 1994, 1998 och 2002 och vid Afrikanska mästerskapen i fotboll 1992, 1998 samt Afrikanska mästerskapet 2002.

## Karriär

### Klubblag
Songo'o slog igenom på allvar som målvakt för franska Metz 1993. Han utsågs till Afrikas bäste målvakt 1996.
Sommaren 1996 flyttade Songo'o till spanska Deportivo La Coruña, där han rönte nya framgångar. Han utsågs säsongen 1996/1997 till La Ligas bästa målvakt. Under fyra år var han klubbens förstamålvakt och krönte sin sejour i klubben med att vinna klubbens första och hittills enda La Liga-titel.
2001 återvände Songo'o till sin gamla klubb Metz för två säsonger, innan återvände till Deportivo för ytterligare en säsong (och en match). Efter säsongen 2003/2004 avslutade Songo'o den aktiva karriären vid 43 års ålder.

### Landslag
Songo'o har representerat Kameruns vid fyra VM-turneringar. 1998 var dock enda gången han var förstaval. Totalt spelade Songo'o 46 landskamper.